# 生命熱線
參數所指定的目標頁面不存在，建議更正成存在頁面或直接建立下列一個頁面（建立前請先搜尋是否有合適的存在頁面可以取代）：
- 生命熱線 (澳門)

生命熱線（英語：Suicide Prevention Services，簡稱），是香港一個志願服務機構，為有自殺傾向、感到絕望及有情緒困擾的人士提供輔導服務。

## 歷史

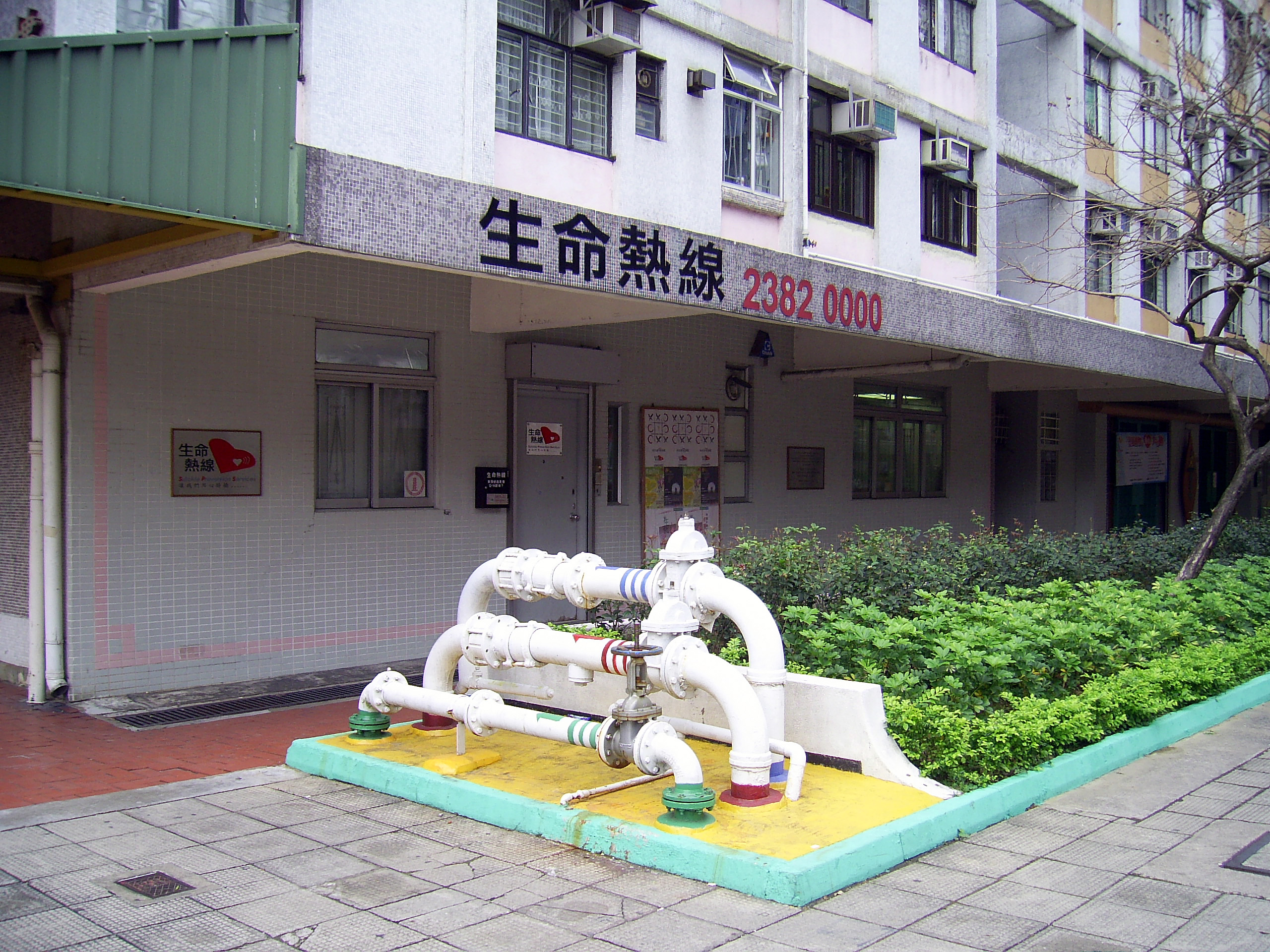
生命熱線位於東頭邨的舊會址

生命熱線的前身（撒瑪利亞會粵語服務）於1995年以社團條例成立，提供每日12小時的預防自殺熱線輔導服務，於1997年延長熱線服務至18小時，直到1998年提供24小時運作服務。2000年將英語名稱正式改為現時的。2011年申請註冊成為「生命熱線有限公司」（Suicide Prevention Services Limited）。
1998年10月21日溫拿樂隊擔任「生命熱線宣傳大使」，並義務拍攝「千祈唔好放棄」宣傳短片宣揚防止自殺的信息，主題曲名為《OLE OLE 永不放棄》。陳志雲於2009年4月27日至29日一連三場在香港文化中心舉行《志雲飯局舞台版》為生命熱線籌款。
陳志雲的《志雲情人節首選》於2010年2月7日在奧海城舉行慈善義賣，部份收益撥捐生命熱線，更透露2009年年底無綫電視藝人崔建邦因涉嫌襲擊緋聞女友嫩模鄺敏慧而情緒受困擾，曾尋求生命熱線輔導。

## 架構

### 理事會（2012/13年）
| 名譽贊助人 - 郭李天穎 女士（郭炳湘 夫人） - 李家傑 先生 - 劉鑾鴻 夫人 主席 - 郭李天穎 女士（郭炳湘 夫人） 名譽總監 - 龐俊怡 先生 司庫 - 李常富 先生 秘書 - 黃愷瑾 女士 | 會議秘書 - 劉汛昕 先生 - 伍佩華 小姐 宣傳主任 - 鍾姍姍 女士 - 賴偉權 先生 名譽顧問 - 齊銥教授 - 許宗盛 律師 - 熊思方 醫生 - 黃林碧瑢 女士 - 李德誠 醫生 - 梁可君 小姐 - 林達瑩 女士 - 曾憲文 律師 - 伍淑清 小姐 | 理事 - 陳培偉 醫生 - 陳嘉偉 先生 - 程錦榮 先生 - 蔡巧奇 女士 - 周燕雯 博士 - 全敏端 女士 - 劉鑾鴻 夫人 - 李家傑 先生 - 李美嫦 女士 - 蘇漢章 先生 - 司徒芳芳 小姐 - 王聯章 先生 - 黃少烈 先生 - 葉兆輝 教授 |

### 熱線服務
「24小時預防自殺熱線」（2382 0000）自1995年開始服務，由訓練有素的義工為有自殺傾向的人士提供保密的電話服務。於2001年新開設「珍愛生命長者熱線」（2382 0881），專為患有抑鬱症及有自殺念頭的長者提供服務，按需要作出跟進和轉介服務。

### 外展服務
「生命共行—外展長者服務」於2006年10月開展，獲「香港賽馬會慈善信託基金」撥款，推行為期3年的服務，以回應長者自殺問題的嚴重情況。服務透過外展形式及與地區機構合作，發掘高危長者，並招募及訓練義工探訪有需要的個案。服務成效交由「香港大學香港賽馬會防止自殺研究中心」進行研究和檢討。
「長者護心大使推廣計劃」於2008年7月開展，獲「Vera Ruttonjee Desai Charitable Fund」資助，透過招募及訓練「長者護心大使」，為情緒受困或缺乏社區支援的長者提供支援，促進聯繫及強化社區支援網絡。

### 支援服務
「釋心同行－自殺者親友支援服務」於2008年4月開展，獲「李家傑珍惜生命基金」贊助375萬港元，為有可能步自殺者後塵的親友提供服務，協助他們過渡哀傷，重建生命的意義。

### 社區教育
生命熱線定期舉行社區教育活動，如巡迴展覽、講座及嘉年華等；並印有多款小冊子及單張宣揚有關訊息。

### 「Say Something講心情」網上聊天室
生命熱線開設了「Say Something講心情」網上聊天室，透過互聯網提供服務，由生命熱線工作人員為有需要人士在服務時間內提供支援。
服務時間：星期一至日，晚上6時至凌晨12時

## 外部連結
- 生命熱線官方網站 （页面存档备份，存于）
- 香港公益金：生命熱線有限公司 （页面存档备份，存于）
- 惠施網：生命熱線簡介